# ادیت مک‌گوایر
ادیت مک‌گوایر (انگلیسی: Edith McGuire؛ زادهٔ ۳ ژوئن ۱۹۴۴) دونده اهل ایالات متحده آمریکا است.
وی در مسابقات کشوری و بین‌المللی در مجموع برندهٔ ۲ مدال طلا، ۲ مدال نقره، ۱ مدال برنز شده‌است.